# Dolmen de Magouar-Huen
Le dolmen de Magouar-Huen, appelé aussi dolmen de la Pierre Blanche, est un dolmen situé à Groix dans le département français du Morbihan.

## Historique
Le site a été exploré par L. Le Pontois et P. du Chatellier en 1906. Le dolmen fait l’objet d’un classement au titre des monuments historiques par arrêté du 1er juillet 1966. Le dolmen est aussi appelé dolmen de la Pierre Blanche en raison de l'amer qui lui est accolé.

## Description
Le dolmen est du type dolmen à couloir. Le couloir est orienté à l'est : plusieurs orthostates ont disparu côté sud. L'ensemble du monument mesure 8,80 m de long : 3 m pour la chambre, 0,90 m pour l'anti-chambre et 4,90 m pour le couloir. La largeur du couloir varie de 0,60 m, côté extérieur, à 1,30 m côté antichambre.  La chambre est recouverte par deux dalles de couverture. La plus grande mesure 3,50 m de long sur 2,50 m de large pour une épaisseur d'environ 0,40 m. Elle comporte sur sa face externe six cupules. Les dalles de couverture du couloir sont toutes disparues. Toutes les dalles, en micaschiste, ont été prélevées sur place.
Une gravure récente a été réalisée par le peintre groisillon Jean Tonnerre sur l'une des tables. 

## Matériel archéologique
Le dolmen avait déjà été pillé puis remblayé avec des déblais avant la fouille de Le Pontois et du Chatellier. Les fouilles ont toutefois permis de recueillir dix tessons de poterie, attribués à sept vases différents à pâte grossière mais lisse, datés du Néolithique.